# Cyathea bisquamata
Cyathea bisquamata är en ormbunkeart som beskrevs av Masahiro Kato. Cyathea bisquamata ingår i släktet Cyathea och familjen Cyatheaceae. Inga underarter finns listade.